# Anton Guzej
Anton Guzej, slovenski menedžer, * 1952, Šmarje pri Jelšah.
Guzej se je šolal na klasični gimnaziji v Pazinu, diplomiral je na ekonomski fakulteti v Ljubljani. Bil je direktor podjetja Avto Celje, med letoma 2006 in 2010 pa je bil generalni direktor RTV Slovenija. 